# Csomakőrös
Csomakőrös (románul Chiuruș) falu Romániában Kovászna megyében. Közigazgatásilag Kovásznához tartozik.

## Fekvése
A falu Kézdivásárhelytől 21 km-re délre, Kovászna központjától 3 km-re délnyugatra fekszik.

## Nevének eredete
A falu eredeti neve Kőrös volt, a falu nevének előtagját 1898-ban nagy szülötte, Kőrösi Csoma Sándor emlékére kegyeletből kapta.

## Története
1464-ben Kewres néven említették. 1910-ben 619 lakosából 7 kivételével mind magyarok voltak. A trianoni békeszerződésig Háromszék vármegye Orbai járásához tartozott. 1992-ben 451 lakosa volt, 450 magyar és 1 román.

## Gazdasága
A falu a szitakéregkészítésről volt ismert.

## Látnivalók
- Itt született 1784-ben Kőrösi Csoma Sándor Ázsia-kutató, nyelvész, szobra 1972 óta a falu központjában áll. A kultúrotthonban levő emlékszobában Kőrösi Csoma kiállítás tekinthető meg.
- Református temploma valószínűleg 14. századi eredetű, 1779-ben újjáépítették, majd 1815 és 1830 között átalakították.

## Képgaléria
- Képek az Ojtozi-szorosról, Csomakőrösről és Zágonról a www.erdely-szep.hu honlapon
- Fényképek Csomakőrösről a www.terjhazavandor.ro oldalon